# Comté de Denton
Le comté de Denton, en anglais : Denton County, est un comté situé dans le nord de l'État du Texas aux États-Unis. Le siège de comté est la ville de Denton. Selon le recensement de 2020, sa population est de 906 422 habitants.
Le comté a une superficie de 2 481 km2, dont 2 301 km2 en surfaces terrestres.

## Histoire
Avant l'arrivée des colons blancs vers les années 1840, des peuples amérindiens variés, dont les Kitsais et les Lenapes, ont occupé irrégulièrement la région. Jusqu'à l'annexion du Texas, la région était considérée comme une partie du Comté de Fannin. Le 11 avril 1846, la première législature du Texas (en) créé le comté.
Il est nommé en l'honneur de John B. Denton (en), un pasteur, avocat et soldat texan mort en attaquant un village amérindien dans le comté de Tarrant en 1841. Originellement, le siège du comté se trouvait à Pickneyville, il fut ensuite transféré à Alton avant d'être maintenant à Denton.
En 1860, la population du comté atteignait 5 031 habitants. Ses représentants ont voté pour la sécession de l'Union par 331 voix contre 264 le 4 mars 1861.
La voie ferrée de la Missouri-Kansas-Texas Railroad a atteint le sud du comté dans les années 1880. Le siège du comté a été construit en 1896, il accueille aujourd'hui divers bureaux officiels ainsi qu'un musée.

## Géographie
Le comté de Denton est situé dans la partie nord du Dallas/Fort Worth Metroplex, à environ 35 km au sud de la frontière de l'Oklahoma. D'une superficie de 2 468,2 km2, sa principale étendue d'eau est le lac de Lewisville (en), créé en 1954.
Le comté se trouve dans la partie occidentale des Cross Timbers et comprend une partie des prairies de Blackland. On y trouve également les Schistes de Barnett, une formation géologique supposée posséder des grandes réserves naturelles de gaz de schiste.

### Comtés adjacents
|               | Comté de Cooke   | Comté de Grayson |
| Comté de Wise | comté de Denton  | Comté de Collin  |
|               | Comté de Tarrant | Comté de Dallas  |

## Démographie
| Groupe            | Comté de Denton | Texas | États-Unis |
| ----------------- | --------------- | ----- | ---------- |
| Blancs            | 75,1            | 70,4  | 72,4       |
| Afro-Américains   | 8,4             | 11,9  | 12,6       |
| Asiatiques        | 6,6             | 3,8   | 4,8        |
| Autres            | 6,4             | 10,6  | 6,4        |
| Métis             | 2,9             | 2,7   | 2,9        |
| Amérindiens       | 0,7             | 0,7   | 0,9        |
| Total             | 100             | 100   | 100        |
|                   |                 |       |            |
| Latino-Américains | 18,2            | 37,6  | 16,7       |

Selon l'American Community Survey en 2016, 77,13 % de la population âgée de plus de 5 ans déclare parler l'anglais à la maison, 13,97 % déclare parler l'espagnol, 0,86 % l'hindi, 0,71 % le télougou, 0,70 % une langue chinoise, 0,70 % le coréen, 0,69 % l'ourdou, 0,53 % le vietnamien et 4,70 % une autre langue.